# 全滅
全滅（ぜんめつ）とは、軍事用語では部隊一つが大きな損害を受け組織戦闘力を喪失した状態を指す。一般的には文字通り全員の生命が失われることや、ものごとの全てが駄目になってしまう状況を指す。
転じて、コンピュータゲームにおいてプレイヤーキャラクターが死亡し、もしくは手持ちの自機を全て失った場合、ゲームオーバーの別称として「全滅」と呼ばれることもある（RPGでパーティ全員が死亡した場合や、シューティングゲームで自機を失った場合など）。

## 概要
同義語に「殲滅」「壊滅」もあるが、これは損害を被った方から見ての判定であり、攻撃側が全滅を意図して攻撃を行った場合には「殲滅する」などの表現が使われ、守備側から見ると「部隊が壊滅的な損害を被った」といった表現が使われることになる。また、類義語として、玉砕といった表現もある。

## 部隊の損害と全滅
古代においては、司令部による戦闘部隊の指揮命令系統の維持能力が低く、損害が少ない場合でも部隊の構成員が指揮命令系統から外れてしまい、部隊が全滅しやすかったといえる。具体的に言えば、前線部隊の半数程度の損害が出る頃には、構成員の敗走・脱走が相次ぎ、まず軍が雲散霧消してしまうことが多かった。
しかし、第一次世界大戦以降、無線通信技術が著しく発達し、司令部による戦闘部隊の指揮命令系統の維持能力が向上したことにより、柔軟な後退や再編成ができるようになったことで組織的戦闘力を維持しやすくなった。それでも、構成員の数割の損害を受ければ一時的に戦闘力を喪失し、後退しての再編成が必要とされる事には変わりない。
また全滅を組織的抵抗力の喪失という観点から捉えれば、師団や連隊の中に占める前線部隊の割合は数割に過ぎないため、その数割が死傷するような状態も全滅と判定されることが多い。旧日本陸軍では損耗率50％ほどで全滅に近いものとして取り扱った。
なお、ゲリラ部隊のような非正規戦闘部隊には、個々人が自分の判断で行動し攻撃を行うために、部隊統制を前提とした全滅の概念は当てはまらない。
軍事的な全滅の概念は、複数の人間を使いチームプレイを必要とする団体競技を思い浮かべるとわかりやすい。例えば、野球や、サッカーで自チームのプレイヤーが３割（前述なら５割）失った状態で戦えば、どうやっても勝てないことが容易に想像できる。